# Francesco Piccioli
Francesco Piccioli (Morbegno, 3 giugno 1841 – Roma, 9 marzo 1909) è stato un ingegnere italiano.
Secondo direttore del Regio Istituto forestale di Vallombrosa, è stato uno dei fondatori delle scienze forestali italiane, alle quali diede i fondamenti matematici. 

## Biografia
Nato a Morbegno il 3 giugno 1841 da Francesco Piccioli e da Lodovica Magni, si trasferì successivamente a Berbenno di Valtellina, dove il padre rivestiva la carica di segretario comunale.
Dopo una breve carriera quale professore di Geodesia teoretica presso l'Università degli Studi di Pavia, nel 1870 entrò a far parte del corpo docente del Regio Istituto forestale di Vallombrosa, nei dintorni di Reggello, in qualità di professore di matematica pura e applicata nonché di architettura civile, stradale e idraulica.
Il primo gennaio 1878 il Direttore dell'Istituto, Adolfo de Bérenger, fu collocato anticipatamente a riposo. Di conseguenza, la direzione dell'Istituto fu affidata temporaneamente al Piccioli.
In quello stesso anno, il direttore pro tempore insieme ad altri docenti fondò la Nuova Rivista Forestale, assumendone la direzione.
Nell'ottobre del 1880 il Piccioli fu nominato ufficialmente direttore dell'Istituto.
Tra gli scritti più rilevanti si segnalano Elementi di tassazione e assestamento forestale e il Calcolo delle differenze finite applicato alla scienza forestale. Quest'ultima opera fu utilizzata da diversi studiosi quali il professore M. Endres dell'Accademia forestale di Monaco di Baviera, nonché dal fisico Albert Einstein, che se ne servì per i suoi calcoli sulla relatività.
Per i suoi alti meriti, fu destinatario di diverse onorificenze, tra cui quelle di: commendatore dell'Ordine della Corona d'Italia, ufficiale dell'Ordine dei Santi Maurizio e Lazzaro (1900), commendatore dell'Ordine di Isabella la Cattolica (1882). 

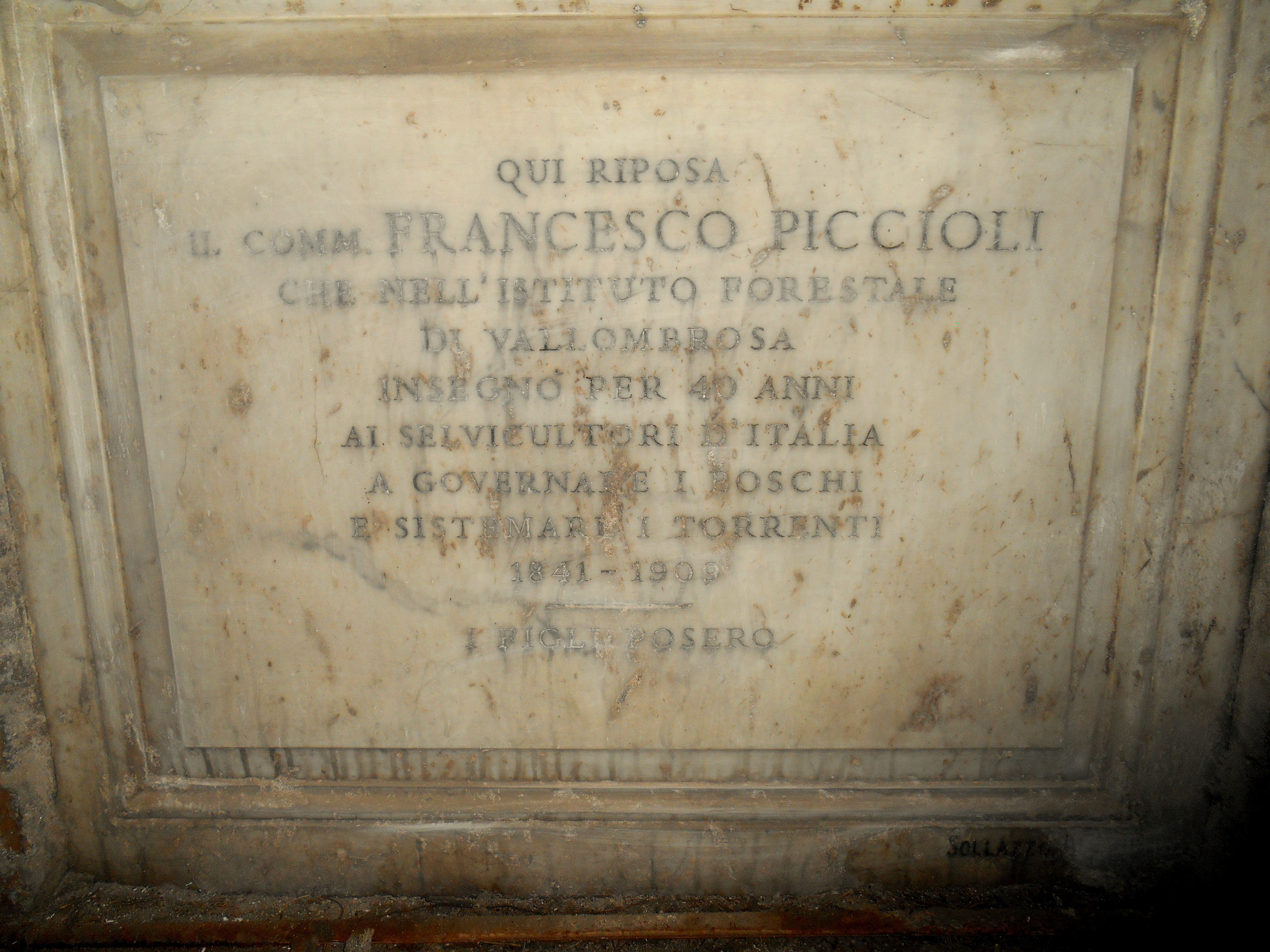
Lapide sepolcrale del comm. Francesco Piccioli al Cimitero del Verano

Nel 1890 cessò la pubblicazione della rivista da lui fondata.
Nel 1904 compare tra i soci della Real Sociedad española de Historia natural.
Morì in Roma il 9 marzo 1909. I suoi resti furono tumulati dai figli presso il Cimitero del Verano.

## Vita familiare
Nel 1866 sposò in Pavia Luigia Emanuele, figlia di Luigia Negri e dell'avvocato Luigi Emanuele, quest'ultimo originario di Gropello Cairoli e in intimi rapporti di amicizia con la famiglia Cairoli.
Da questo primo matrimonio nacquero: Lodovico Piccioli, Francesco (n. 1868) e Teresa (n. 1869), quest'ultima sposata all'ispettore superiore forestale Alberto Vitale, dottore in Scienze forestali e nipote dell'ingegnere Ettore Vitale, e suocera dell'attrice Olga Pescatori.
Divenuto vedovo, contrasse seconde nozze con Vittoria Sogner.

## Opere
- Elementi di tassazione ed assestamento forestale; 1876.
- Elementi di calcolo alle differenze finite in ispeciale applicazione alla scienza forestale; 1878.
- Elementi di tassazione ed assestamento forestale; seconda edizione; 1881.
- Una breve escursione degli alunni dell'Istituto Forestale di Vallombrosa a Moncioni presso Montevarchi; 1885.
- Sui rimboschimenti eseguiti in Francia; 1887.
- Boschi e torrenti; 1905.
- Boschi e pascoli; 1908.